# Tomarynki
Tomarynki (deutsch Passargenthal) ist ein Ort in der polnischen Woiwodschaft Ermland-Masuren. Er gehört zur Gmina Gietrzwałd (Landgemeinde Dietrichswalde) im Powiat Olsztyński (Kreis Allenstein).

## Geographische Lage
Tomarynki liegt am Westufer der Passarge (polnisch Pasłęka) im Westen der Woiwodschaft Ermland-Masuren, 18 Kilometer südwestlich der Kreisstadt Olsztyn (deutsch Allenstein).

## Geschichte
Der bis zum 28. Dezember 1863 Abbau Skowronski und vor 1871 Passarienthal genannte kleine Ort bestand lediglich aus einem kleinen Gehöft. Bis 1945 war Passargenthal ein Wohnplatz der Gemeinde Dietrichswalde (polnisch Gietrzwałd) im ostpreußischen Kreis Allenstein. Im Jahre 1905 zählte Passargenthal 30 Einwohner.
Als 1945 in Kriegsfolge das gesamte südliche Ostpreußen an Polen überstellt wurde, erhielt Passargenthal die polnische Namensform „Tomarynki“. Der Weiler (polnisch Osada) ist heute nach Gietrzwałd (Dietrichswalde) eingegliedert und somit eine Ortschaft innerhalb der Landgemeinde Gietrzwałd im Powiat Olsztyński (Kreis Allenstein), von 1975 bis 1998 der Woiwodschaft Olsztyn, seither der Woiwodschaft Ermland-Masuren zugehörig.

## Kirche
Über seine Muttergemeinde Gietrzwałd war Passargenthal bis 1945 in die evangelische Kirche Allenstein in der Kirchenprovinz Ostpreußen der Kirche der Altpreußischen Union, außerdem in die römisch-katholische Kirche Dietrichswalde eingepfarrt.
Heute gehört Tomarynki katholischerseits zur Wallfahrtskirche Gietrzwałd im Erzbistum Ermland sowie evangelischerseits zur Christus-Erlöser-Kirche Olsztyn in der Diözese Masuren der Evangelisch-Augsburgischen Kirche in Polen.

## Verkehr
Tomarynki liegt an der verkehrsreichen polnischen Landesstraße 16 (ehemalige deutsche Reichsstraße 127), die von Grudziądz (Graudenz) bis zur polnisch-litauischen Staatsgrenze bei Ogrodniki in der Woiwodschaft Podlachien verläuft. Vom Nachbarort Tomaryny (Thomareinen) führt eine Nebenstraße nach Tomarynki.
Eine Bahnanbindung besteht nicht.